# 마이클 아지라
마이클 아지라(스와힐리어: Micheal Azira, 1987년 8월 22일 ~ )는 우간다의 전 축구 선수이자 코치로 미시시피 브릴라에서 중앙 및 기술적인 역할을 하고 있다.

## 구단 경력
아지라는 2012년 USL 챔피언십의 찰스턴 배터리와 계약했다. 그는 2012년 USL 프로 챔피언십 경기에서 윌밍턴 해머헤즈를 상대로 찰스턴의 결승골을 넣었다. 아지라는 2013년 배터리에서 6골을 더 넣었다.
아지라는 2014년 3월 6일 메이저 리그 사커의 시애틀 사운더스로 이적했다. 그는 3월 23일 몽레알과의 경기에서 교체 선수로 MLS 데뷔 전을 치렀다.
시애틀은 2015 시즌에 이어 아지라와 재계약하지 않았다. 아지라는 2015년 12월 MLS 웨이버 드래프트에 진출해 콜로라도 래피즈의 지명을 받았다.
2018년 8월 8일, 2020년 MLS 슈퍼 드래프트에서 4라운드 지명권을 얻기 위해 래피즈에 의해 몽레알로 이적되었다.
아지라는 2019년 8월에 시카고 파이어로 다시 거래되었다. 그는 2020 시즌을 끝으로 구단과의 계약이 만료되었다.
2021년 2월 1일, 아지라는 USL 챔피언십의 뉴멕시코 유나이티드와 계약했다.

## 국가대표팀 경력
아지라는 그의 출생 국가인 우간다를 위해 뛰고 있다. 밀루틴 스레도예비치 감독은 2017년 아프리카 네이션스컵 최종 23인 로스터에 아지라를 선택했다.

## 코치 경력
아지라는 사우스캐롤라이나주 찰스턴에 있는 다니엘 아일랜드 축구 아카데미 U-16 및 U-18 보이즈 팀의 수석 코치로 일했다. 그는 또한 두 시즌 동안 앨라배마주 모빌의 UMS-라이트에서 보조 코치로 일하며 2011년에 주 타이틀로 이끄는 데 도움을 주었다.

## 사생활
아지라는 이전에 미국 영주권을 가지고 있었고, 이는 그에게 MLS 로스터 목적의 국내 선수 자격을 주었다.
2021년 10월 9일, 아지라는 앨버커키에서 미국 시민으로 귀화했다.